# Carex ochrosaccus
Carex ochrosaccus là một loài thực vật có hoa trong họ Cói. Loài này được (C.B.Clarke) Hamlin mô tả khoa học đầu tiên năm 1968.